# Asociación de Fútbol de San Cristóbal y Nieves
La Asociación de Fútbol de San Cristóbal y Nieves (en inglés St. Kitts and Nevis Football Association), es el organismo que rige al fútbol en San Cristóbal y Nieves. Fue fundada en 1932, afiliada a la FIFA en 1992 y a la CONCACAF en 1990. Está a cargo de la Selección de fútbol de San Cristóbal y Nieves y la Selección femenina de fútbol de San Cristóbal y Nieves además de todas las categorías inferiores.

## Competiciones
La asociación organiza múltiples torneos de fútbol a nivel clubes tanto a nivel masculino como a nivel femenino. La primera liga femenina del país se jugó hasta el año 2012.
| Competición            | Campeón Actual                |
| ---------------------- | ----------------------------- |
| SKNFA Premier División | St Paul's United (2024)       |
| SKNFA Division 1       | Security Forces United (2024) |
| SKNFA FA Cup           | United Old Road Jets (2024)   |
| SKNFA President's Cup  | St Paul's United (2025)       |

| Competición          | Campeón Actual                        |
| -------------------- | ------------------------------------- |
| SKNFA Women's League | Newton United (equipo femenil) (2024) |